# 御台場海濱公園

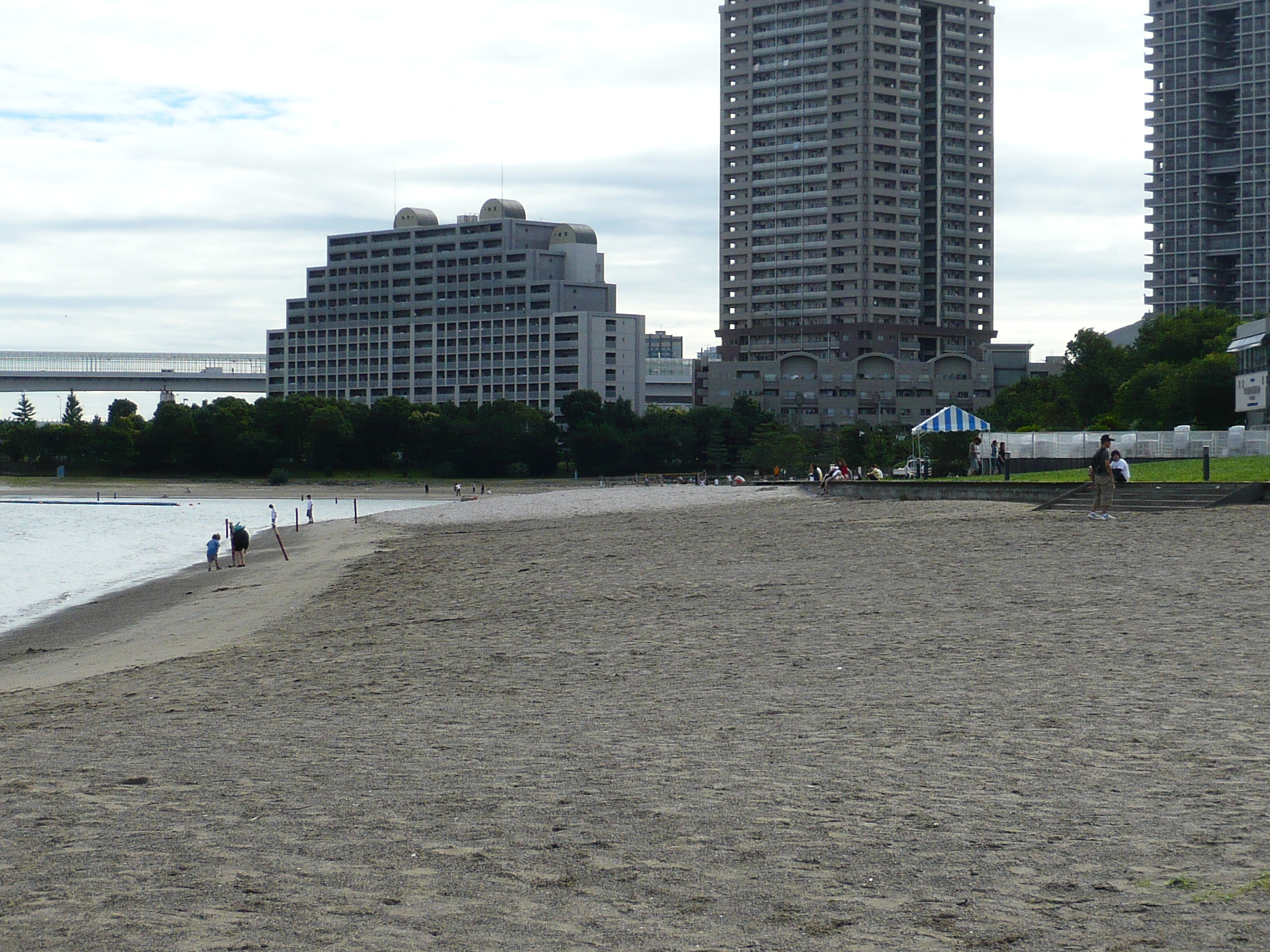
海濱區

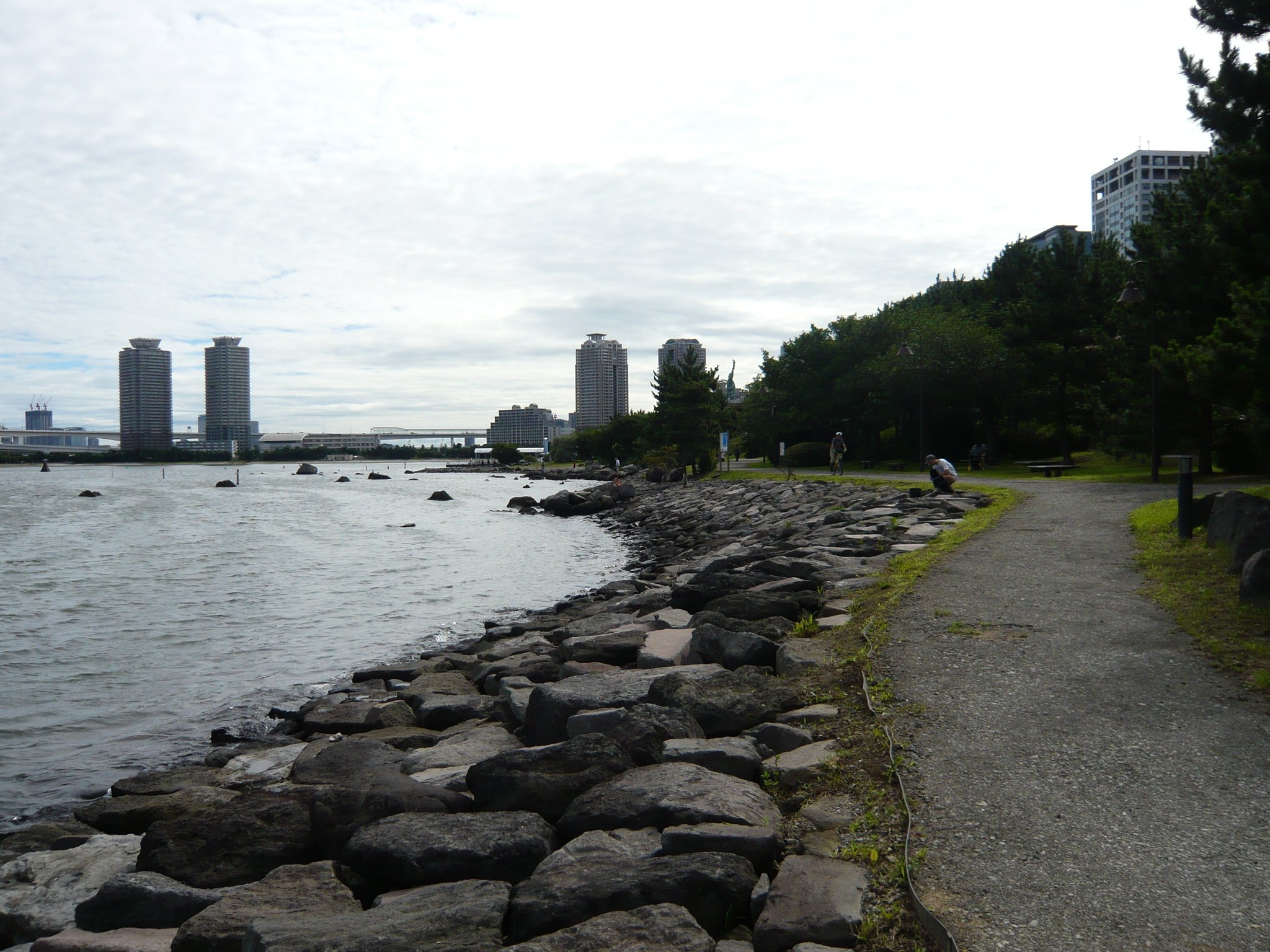
磯濱區

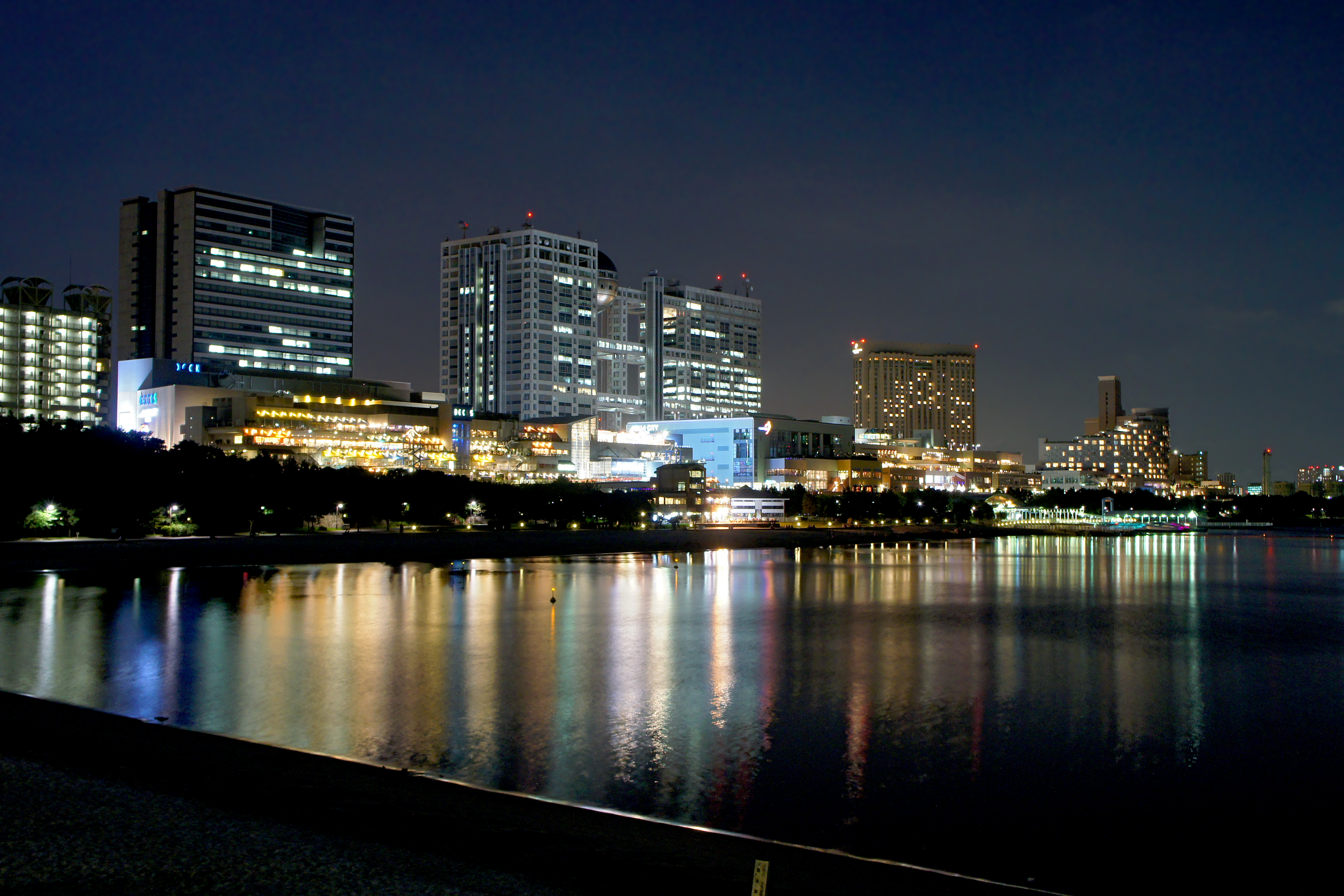
夜晚的海濱區

御台場海濱公園位於日本東京都港區台場，由舊防波堤與台場公園所圍繞的海濱公園。近鄰潮風公園、台場公園。

## 概要
過去為貯木場，昭和40年代開始進行公園整備，平成8年（1996年）開園。由東京都港灣局管轄，現在交由指定管理者委託管理。
設施包括人工沙灘、展望台、船艇設施，設有淋浴間與更衣室的水上活動中心，是靠近都心的休憩場所。磯濱區開放釣魚。海濱區為免費開放，可採集貝殼，禁止游泳與釣魚。
此地可見彩虹大橋、東京都心的夜景，包括《大搜查線系列》與《下北SUNDAYS》等電視劇都曾在此拍攝。

## 交通方式
- 百合鷗號：御台場海濱公園站步行3分。
- 都營巴士　最近巴士站「御台場海濱公園站前」
  - 海01：東京電訊港站／門前仲町方向
  - 波01出入：東京電訊港站／品川站港南口方向
- 京濱急行巴士
  - 横濱站東口、橫濱城市航空總站（YCAT）方向
- KM觀光巴士
  - 御台場彩虹巴士：品川站港南口方向
  - km花巴士：濱松町巴士總站／東京Big Sight、國際展示場站方向
- 日之丸自動車興業
- 東京灣SHUTTLE（免費巡迴巴士）最近巴士站「AQUA CiTY台場（海上巴士碼頭前）」

- 海上巴士（水上巴士） : 御台場海濱公園
  - Harbour Cruise : 日之出棧橋←→御台場海濱公園
  - 御台場線 : 日之出棧橋←→晴海←→御台場海濱公園
  - 淺草、御台場線（卑彌呼航路） : 淺草←→御台場海濱公園
  - Urban Launch : 都市船塢LaLaport豐洲←→御台場海濱公園←→芝浦島
- 東京水邊線（東京都公園協會）兩國←→御台場海濱公園

## 其他近鄰設施
- DECKS東京海濱
- 東京JOYPOLIS

## 外部連結
- 御台場海濱公園（財團法人東京港埠頭公社） （页面存档备份，存于）

35°37′50.9″N 139°46′35.8″E / 35.630806°N 139.776611°E